# Eucosmomorpha
Eucosmomorpha là một chi bướm đêm thuộc phân họ Olethreutinae trong họ Tortricidae.

## Các loài
- Eucosmomorpha albersana (Hubner, [1811-1813])
- Eucosmomorpha figurana (Kuznetzov, 1997)
- Eucosmomorpha multicolor Kuznetzov, 1964
- Eucosmomorpha nearctica Miller, 2002